# Philipp Lienhart
Philipp Lienhart (sinh ngày 11 tháng 7 năm 1996) là một cầu thủ bóng đá chuyên nghiệp người Áo thi đấu ở vị trí trung vệ cho câu lạc bộ SC Freiburg tại Bundesliga và đội tuyển quốc gia Áo.